# Болеслав Храбрый и Святополк у Золотых ворот Киева
«Болеслав Храбрый и Святополк у Золотых ворот Киева» (пол. Bolesław Chrobry ze Światopełkiem przy Złotej Bramie w Kijowie) — картина польского художника Яна Матейко на исторический сюжет, созданная в 1884 году. Хранится в частной коллекции.
Матейко изобразил один из эпизодов междоусобной войны, начавшейся в Киевской Руси после смерти Владимира Святославича. Один из сыновей умершего Святополк заручился поддержкой своего тестя Болеслава Храброго и в 1018 году занял Киев. Согласно легенде, Болеслав, въезжая в город, ударил Золотые ворота мечом Щербецом, на котором из-за этого осталась зазубрина. Современные исследования исключают достоверность этой легенды, поскольку она не согласуется ни с возрастом меча, ни с возрастом Золотых ворот.